# Dypsis linearis
Dypsis linearis är en enhjärtbladig växtart som beskrevs av Henri Lucien Jumelle. Dypsis linearis ingår i släktet Dypsis och familjen Arecaceae. IUCN kategoriserar arten globalt som starkt hotad. Inga underarter finns listade i Catalogue of Life.